# كريستوف رضائي
كريستوف رضائي، ((بالفارسية: کریستف رضاعی)؛ ولد في  تولوز، عام 1966) الحائز على جائزة الملحن الفرنسي-الإيراني، يعيش في طهران  منذ عام 1994.

## المهنة
ولد من أَبْ إيراني وأُمْ فرنسية في عام 1966، مدينة تولوز في فرنسا. وقد درس الموسيقى (البيان، النظرية الصوتية) جنبا إلى جنب مع الهندسة والتسويق. منذ عام 1977 جعل حوالي 150 قطعة  الإعلانات التلفزيونية الإيرانية بالتعاون مع رضا أصغر زاده؛ مساعدا له منذ عام 1995. لقد قدم الموسيقى التصويرية للفيلم، أفلام قصيرة وكذلك  الوثائقية. لقد بدأ الفرقة  الموسيقى التقليدية الإيرانية  (النغم الموسيقى) في عام 1996. كما أنه شارك في الموسيقى الباروكية والحفلات الموسيقية في طهران و الهند. كما أنشأ  فرقة نور  في صيف عام 2004 ، نور ظهرت في الثاني من الفيلم الوثائقي الموسيقي، هذه المرة تم تصويره في قصر أردشير في فيروز آباد. إن ترتيبات الرحلة (2001 ، سجلات هيرميس )  أيضا من بين الأنشطة الموسيقية. في عام 2003 رضائي فاز بالجائزة الأولى من افينيون فيلم لأفضل موسيقى أفلام. ومنذ ذلك الحين، فقد ركز على كتابة الموسيقى للأفلام وعلى تطوير فرقة نور.

### فرقة نور
فرقة نور  هي  فرقة موسيقى إيرانية  تحت قيادة رضائي، التي تركز على  الموسيقى الغنائية الفارسية، القرون الوسطى، الباروك، الكردية. فرقة نوري قد ظهرت في برنامج وثائقي من إنتاج شبكة تلفزيون آرتيو في عام 2002 و أدّت في الحفلات الموسيقية في فرنسا، إيران، بلجيكا، هولندا وكوريا الجنوبية والنمسا.
الفرقة تأسست في عام 2000 و تتألف من تسعة فنانين، فرنسيين، أكراد و فُرس، المطربين والعازفين آخرين. إن مهمّة المجموعة  هي الجمع بين الموسيقى التقليدية الإيرانية والموسيقية الأوروبية  و لإعادة ترجمة الذخيرة الفنّية الأوروبية و  الفارسية التقليدية والكردية.
ألبوم الفريق الأول، ألبا تم تسجيلها في فيروز آباد. الأداء للمجموعة  في قاعة فاهدات (2007) تعتبر واحدة من أفضل أعمال الموسيقى الإيرانية-الغربية  من أي وقت مضى.

## وصلات خارجية
- كريستوف رضائي على موقع IMDb (الإنجليزية)
- كريستوف رضائي على موقع ميوزك برينز (الإنجليزية)
- كريستوف رضائي على موقع ديسكوغز (الإنجليزية)
- كريستوف رضائي على موقع ديسكوغز (الإنجليزية)

- نور الفرقة الموقع الرسمي